# Chausseebrücke (Neugattersleben)

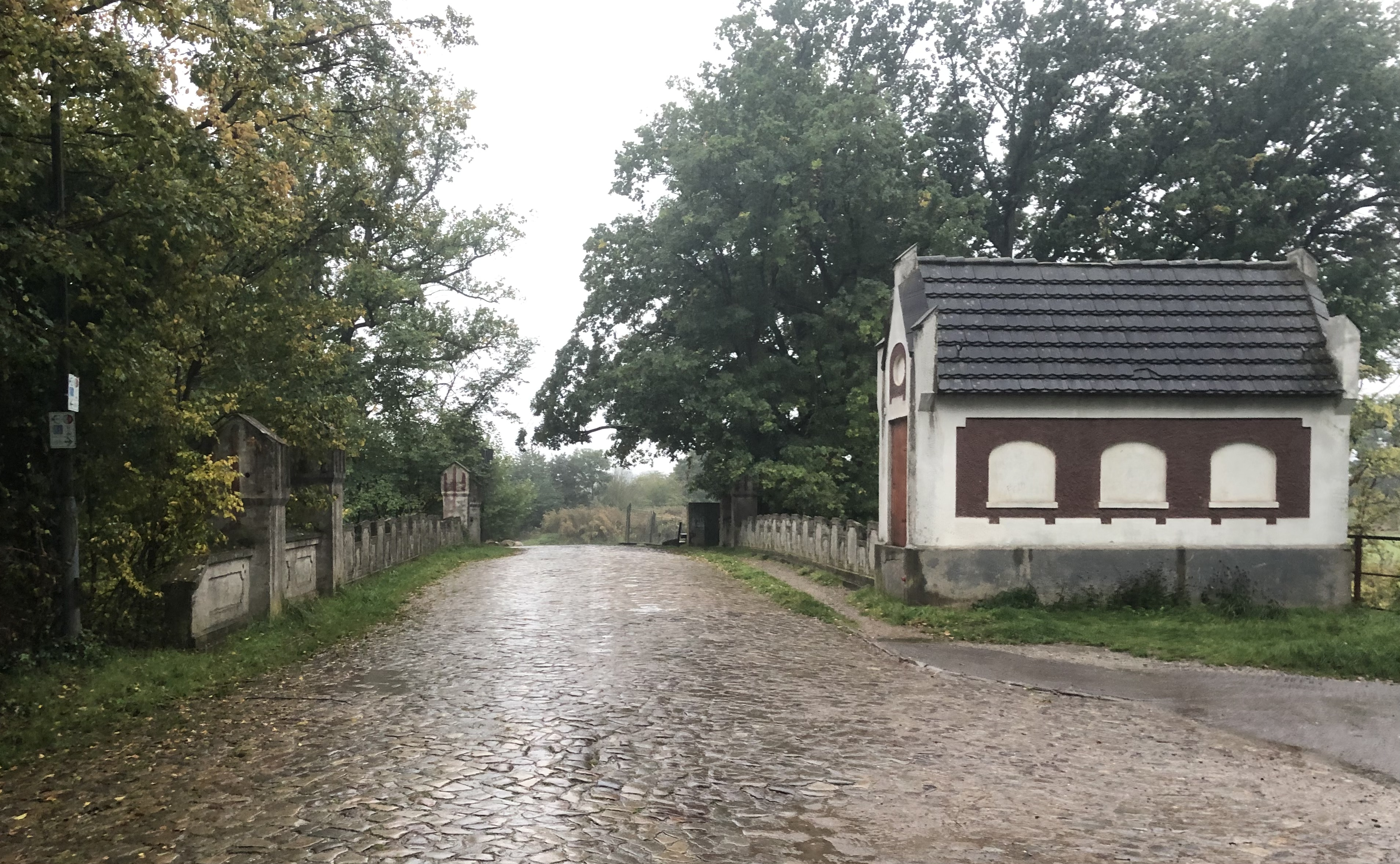
Chausseebrücke, Blick von Norden, 2021

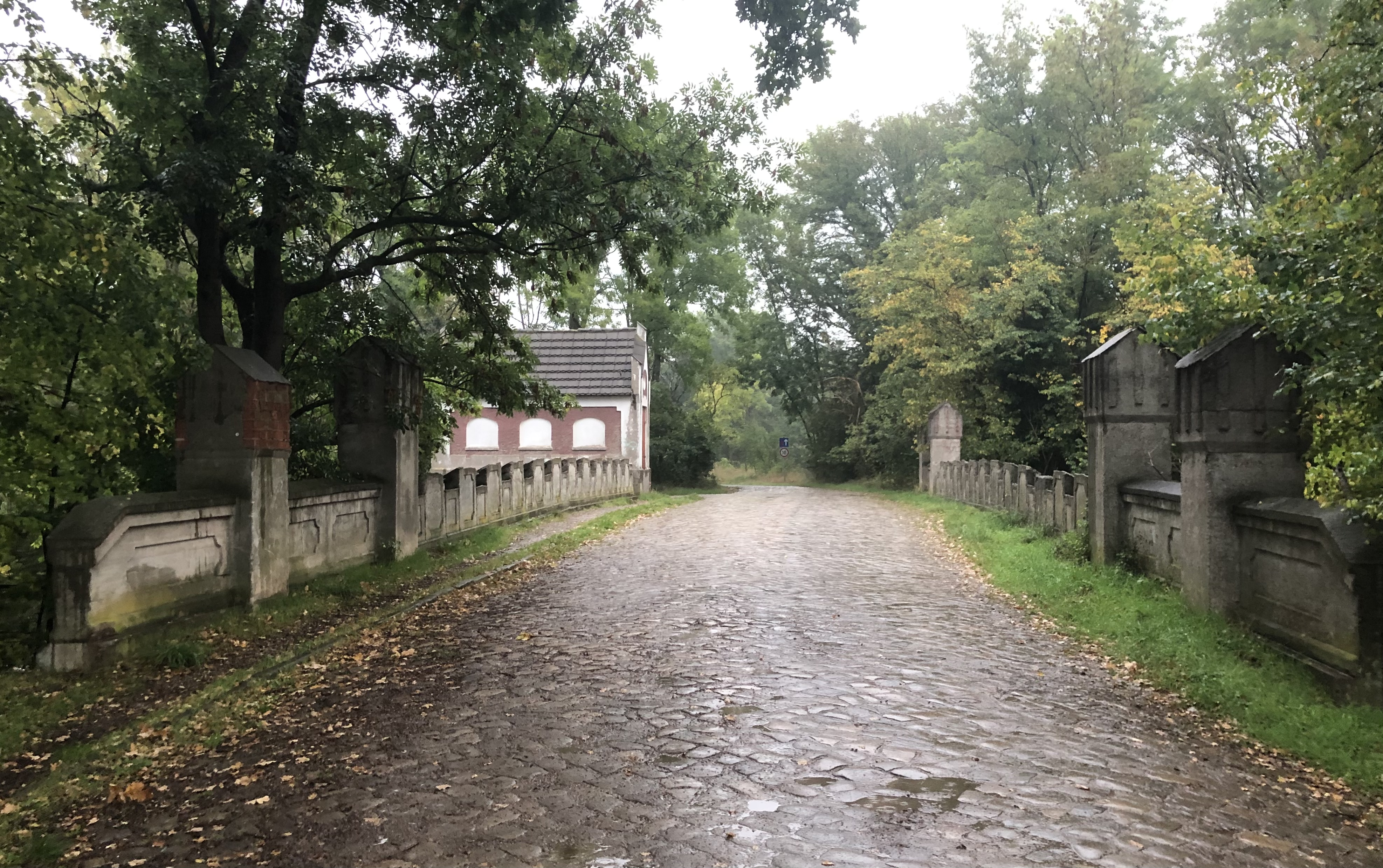
Blick von Süden

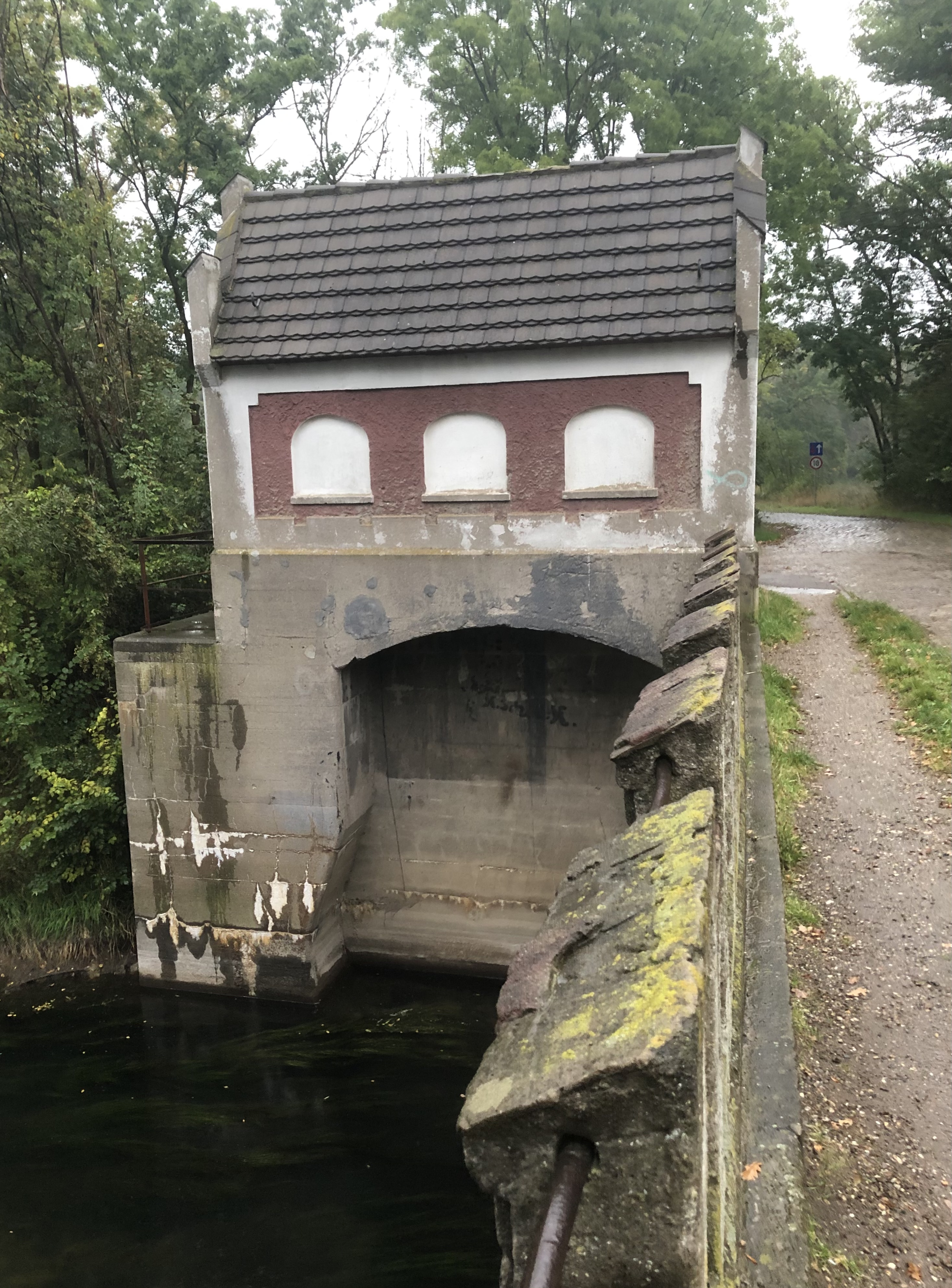
Windenhaus

Die Chausseebrücke ist eine denkmalgeschützte Brücke in Nienburg (Saale) in Sachsen-Anhalt.

## Lage
Die Brücke befindet sich im Ortsteil Neugattersleben und überbrückt südlich der Ortslage die Bode. Über die Chausseebrücke verläuft von Süden her der wichtigste Zugang zum Schlosspark Neugattersleben. In nördlicher Verlängerung führt der Weg als Friedensstraße in die eigentliche Ortslage Neugatterslebens.

## Architektur und Geschichte
Die Brücke entstand in der Zeit um 1914 im Zuge der Regulierung der Bode. Sie wurde als flache Bogenbrücke aus Stahlbeton errichtet. Die Widerlager und die Brückenbrüstung wurde, wie auch bei den benachbarten Parkbrücken, in historisierenden Formen gestaltet. Neben der Brückenfunktion dient sie zugleich auch als Wehr dem Hochwasserschutz. Für diese Funktion bestehen Kettenzüge. Die Widerlager dienen auch als Auflage des Walzenwehrs. Auf der Nordseite zum Park hin ist in die Brücke ein Windenhaus integriert, in dem sich der Antrieb der Walzen befindet.
Im Denkmalverzeichnis für Nienburg (Saale) ist die Brücke unter der Erfassungsnummer 094 60852 als Baudenkmal eingetragen.
Die Brücke gilt als prägend für das Landschaftsbild und ist eines der wenigen erhalten Walzenwehre im Land Sachsen-Anhalt.